# Europejski Szlak Gotyku Ceglanego

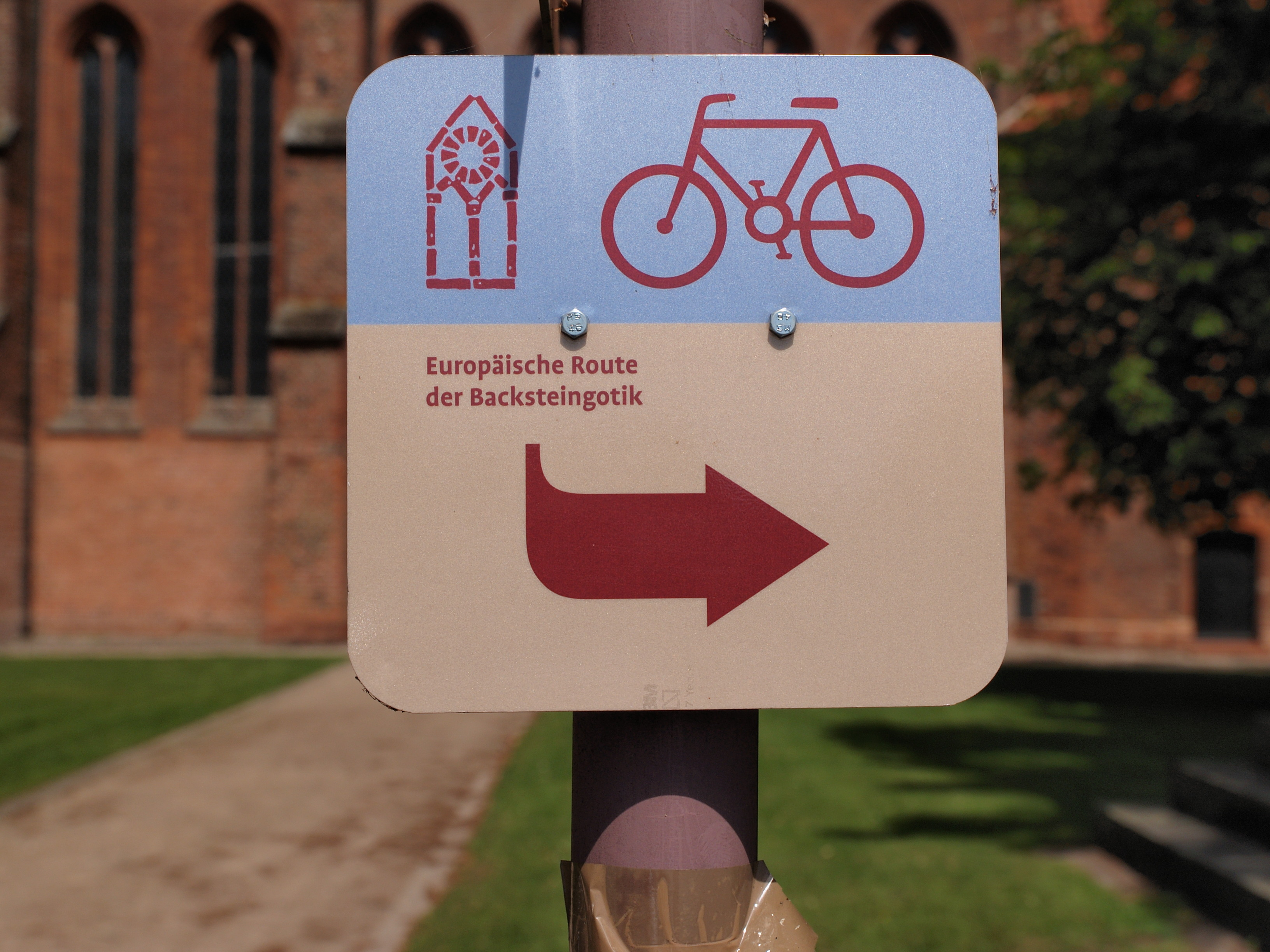
Tablica informacyjna szlaku rowerowego EuRoB

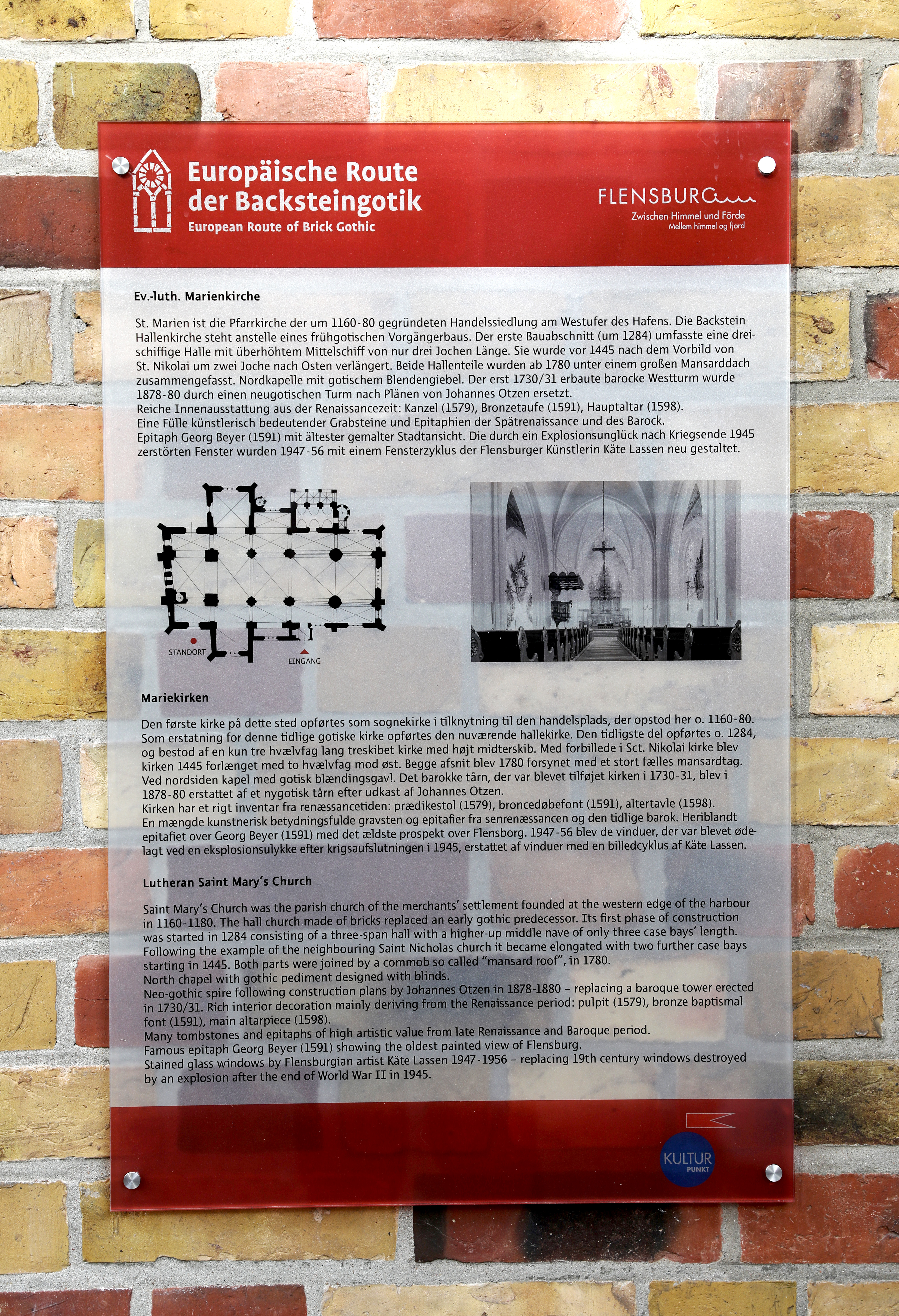
Tablica informacyjna obiektu EuRoB

Europejski Szlak Gotyku Ceglanego (EuRoB) jest stowarzyszeniem zrzeszającym miasta, miejscowości, regiony, gminy i instytucje, na obszarze których znajdują się gotyckie budowle z cegły bądź których siedziba mieści się w ceglanym gotyckim budynku. Sieć współpracy obejmuje również licznych sponsorów i partnerów.
Szlak łączy kilkaset sakralnych i laickich budowli w Danii, Niemczech i Polsce, w tym klasztory, kościoły, ratusze i kamienice, a także fortyfikacje miejskie, takie jak mury miejskie, wieże oraz bramy wjazdowe do miast.
Celem Stowarzyszenia jest wspieranie sztuki i kultury, a także nauki, edukacji i porozumienia międzynarodowego, a w szczególności opieki nad wspólnym kulturowym dziedzictwem gotyku ceglanego oraz jego popularyzacji wśród szerszej publiczności.

## Historia
W latach 90. XX wieku Gottfried Kiesow, dawny długoletni prezes zarządu Niemieckiej Fundacji Ochrony Zabytków (niem. Deutsche Stiftung Denkmalschutz), powołał do życia inicjatywę „Drogi do Gotyku Ceglanego” (niem. „Wege zur Backsteingotik”). Celem inicjatywy było ratowanie licznych zabytków architektury gotyku ceglanego na terenie dawnej NRD, a co za tym idzie, zwrócenie uwagi na niezwykłe dziedzictwo kulturowe gotyku ceglanego. Działania zamknięte zostały wystawą pod nazwą „Gebrannte Größe” („Wypalona wielkość”), która w roku 2002 gościła w hanzeatyckich miastach – Greifswaldzie, Rostocku, Stralsundzie, Wismarze i Lubece. Obecnie wystawę tę nadal można oglądać w Kościele Mariackim w Wismarze oraz Kościele Mariackim w Neubrandenburgu.
Do inicjatywy „Drogi do Gotyku Ceglanego” w roku 2002 dołączyły kolejno dwa projekty europejskie: „Europäische Route der Backsteingotik” oraz „European Route of Brick Gothic” (EuRoB i EuRoB II). W obu wspomnianych projektach uczestniczyło 34 partnerów (w tym blisko 30 miast i regionów) z Danii, Niemiec, Szwecji, Polski, Estonii, Łotwy i Litwy. Drugi projekt europejski EuRoB II zakończył się w roku 2007.
Następnie, dnia 26 września 2007 w Greifswaldzie wielu współpracujących wcześniej przy projektach partnerów połączyło siły, zakładając Stowarzyszenie „Europejski Szlak Gotyku Ceglanego” (niem. „Europäische Route der Backsteingotik e. V.”).
W roku 2008 od największego czasopisma kulturalnego Niemiec „KulturSPIEGEL” oraz agencji Causales stowarzyszenie otrzymało nominację do wyróżnienia „Trendmarke des Jahres” („Modna Marka Roku”). Z kolei w roku 2010, podczas Europejskich Targów Konserwacji Zabytków (niem. Europäische Leitmesse für Denkmalpflege) w Lipsku za niezwykłe zasługi w obszarze kultury zabytków stowarzyszenie zostało wyróżnione złotym medalem. Rok 2012 przyniósł stowarzyszeniu Nagrodę Specjalną jury europejskiej federacji stowarzyszeń na rzecz ochrony dziedzictwa kulturowego i przyrodniczego Europa Nostra.

## Cele i działalność Stowarzyszenia
Celami Stowarzyszenia Europejski Szlak Gotyku Ceglanego są:
- utrzymanie i dalszy rozwój wytyczonego na gruncie kulturowo-historycznym Europejskiego Szlaku Gotyku Ceglanego,
- rejestrowanie i dokumentowanie zabytków budownictwa gotyku ceglanego wzdłuż tego szlaku,
- przedstawianie historii i rozwoju europejskiego gotyku ceglanego oraz jego kontekstu budowlanego, artystycznego i kulturowo-historycznego,
- prezentacja Europejskiego Szlaku Gotyku Ceglanego i jego zabytkowych budowli przed europejską opinią publiczną,
- realizacja imprez o charakterze informacyjnym oraz związanych z europejskim gotykiem ceglanym pod względem kulturowo-historycznym działań i projektów,
- koncepcja i realizacja działań dokształcających dla członków i zainteresowanych europejskim gotykiem ceglanym,
- realizacja lokalnych, regionalnych i międzynarodowych publikacji, prezentacji i imprez w celu informowania o »Europejskim Szlaku Gotyku Ceglanego« oraz angażowanie lokalnych mieszkańców i aktorów, a także
- opracowywanie i dystrybucja materiałów informacyjnych, jak również wykorzystywanie mediów elektronicznych dla potrzeb europejskiego gotyku ceglanego.

W Stowarzyszeniu działają aktywnie dwie grupy robocze, z których jedna zajmuje się nauką i gotykiem ceglanym, a druga turystyką i marketingiem.
Stowarzyszenie Europejski Szlak Gotyku Ceglanego uczestniczy w licznych przedsięwzięciach, w tym również w zainicjowanym przez Komisję Europejską w roku 2018 pod hasłem „Sharing Heritage” i istniejącym do dziś jako sieć współpracy oraz prowadzącym różnoraką działalność Europejskim Roku Dziedzictwa: w ramach inicjatywy, w trzecią sobotę czerwca w Europie obchodzony jest Dzień Gotyku Ceglanego.
Przewodnik Europejskiego Szlaku Gotyku Ceglanego „Śladami Średniowiecza i Hanzy” można bezpłatnie zamówić na stronie internetowej Stowarzyszenia.

## Lista miast znajdujących się na szlaku
w Danii:
- 1. Løgumkloster
  2. Aarhus

 w Niemczech:
- 1. Anklam
  2. Bad Doberan
  3. Brandenburg an der Havel
  4. Buxtehude
  5. Chorin
  6. Eberswalde
  7. Flensburg
  8. Frankfurt nad Odrą
  9. Greifswald
  10. Güstrow
  11. Jüterbog
  12. Lübeck
  13. Lüneburg
  14. Bardowick
  15. Kościoły wokół Luneburga (Kirchenkreis Lüneburg)
  16. Lüneburger Klöster – klasztory wokół Luneburga
  17. Neubrandenburg
  18. Burg Stargard
  19. Neukloster
  20. Parchim
  21. Pasewalk
  22. Prenzlau
  23. Ribnitz-Damgarten
  24. Rostock
  25. Stendal
  26. Stralsund
  27. Tangermünde
  28. Wismar
  29. Wolgast

 w Polsce:
- 1. Chełmno
  2. Gdańsk
  3. Grudziądz
  4. Myślibórz
  5. Olsztyn
  6. Płock
  7. Sławno

Działalność Stowarzyszenia wspierają również osoby prywatne, przedsiębiorstwa i instytucje.

## Galeria

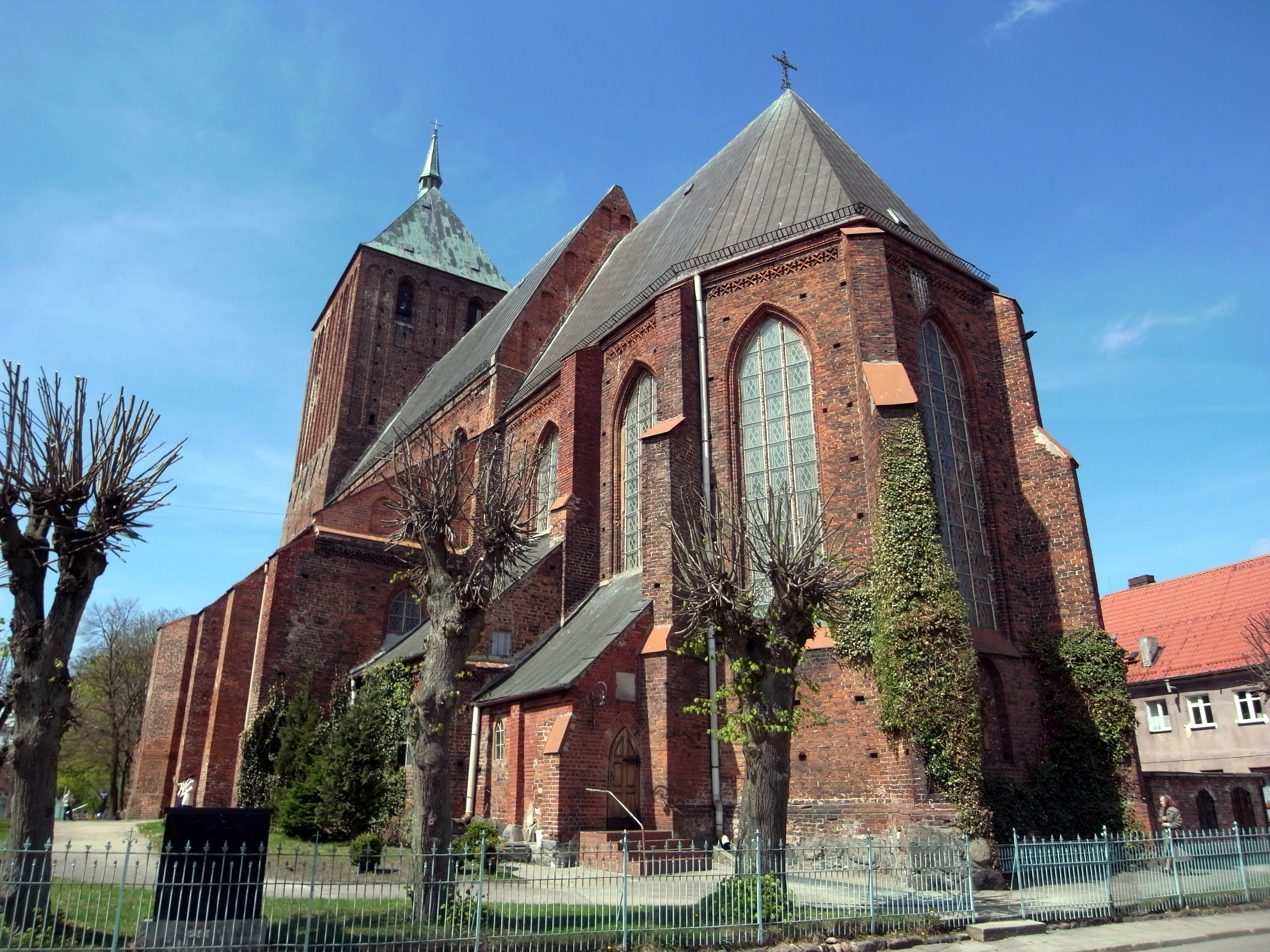
Kościół Wniebowzięcia Najświętszej Maryi Panny w Sławnie
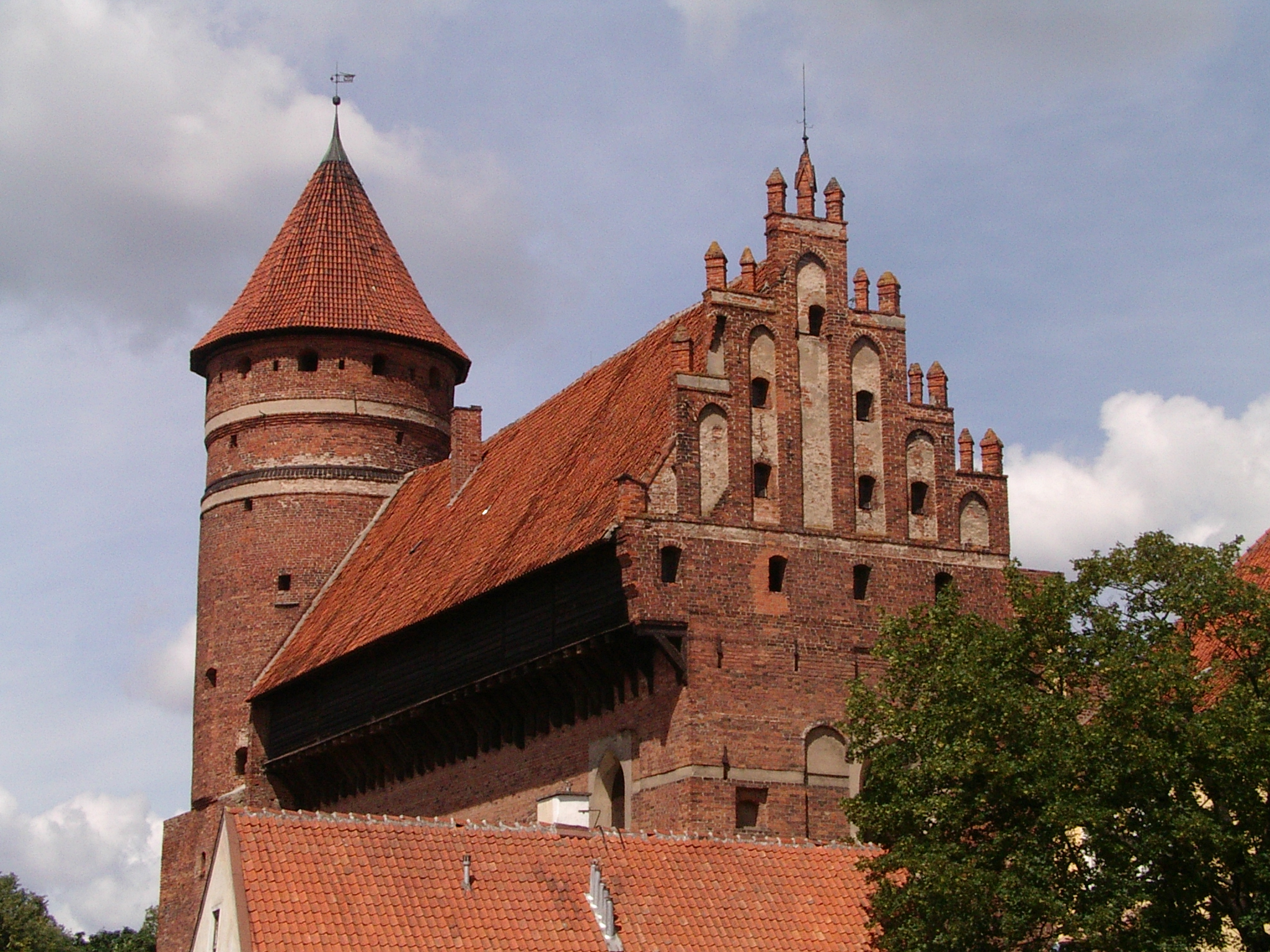
Zamek Kapituły Warmińskiej w Olsztynie
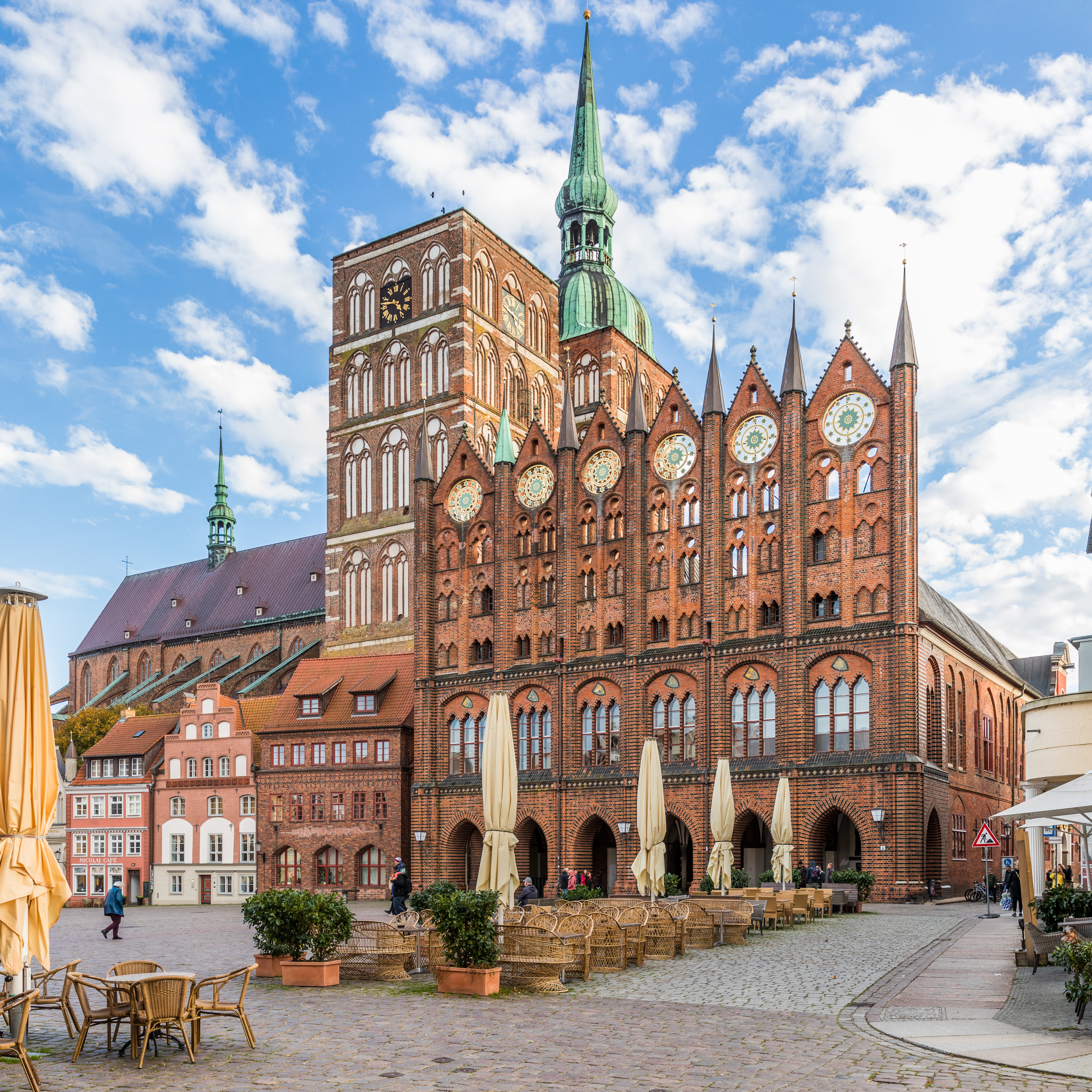
Ratusz i Kościół św. Mikołaja w Stralsundzie
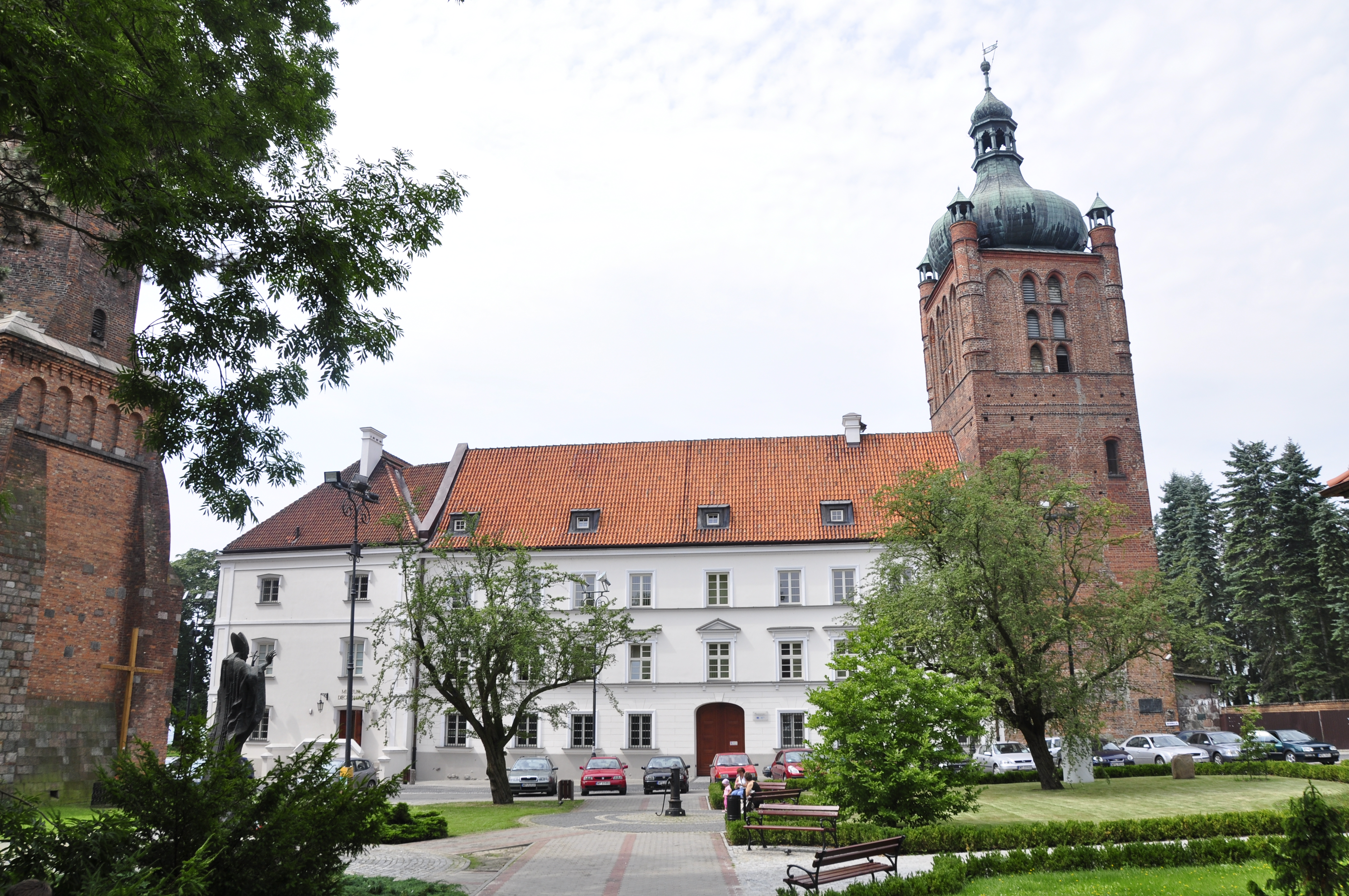
Zamek książąt mazowieckich w Płocku
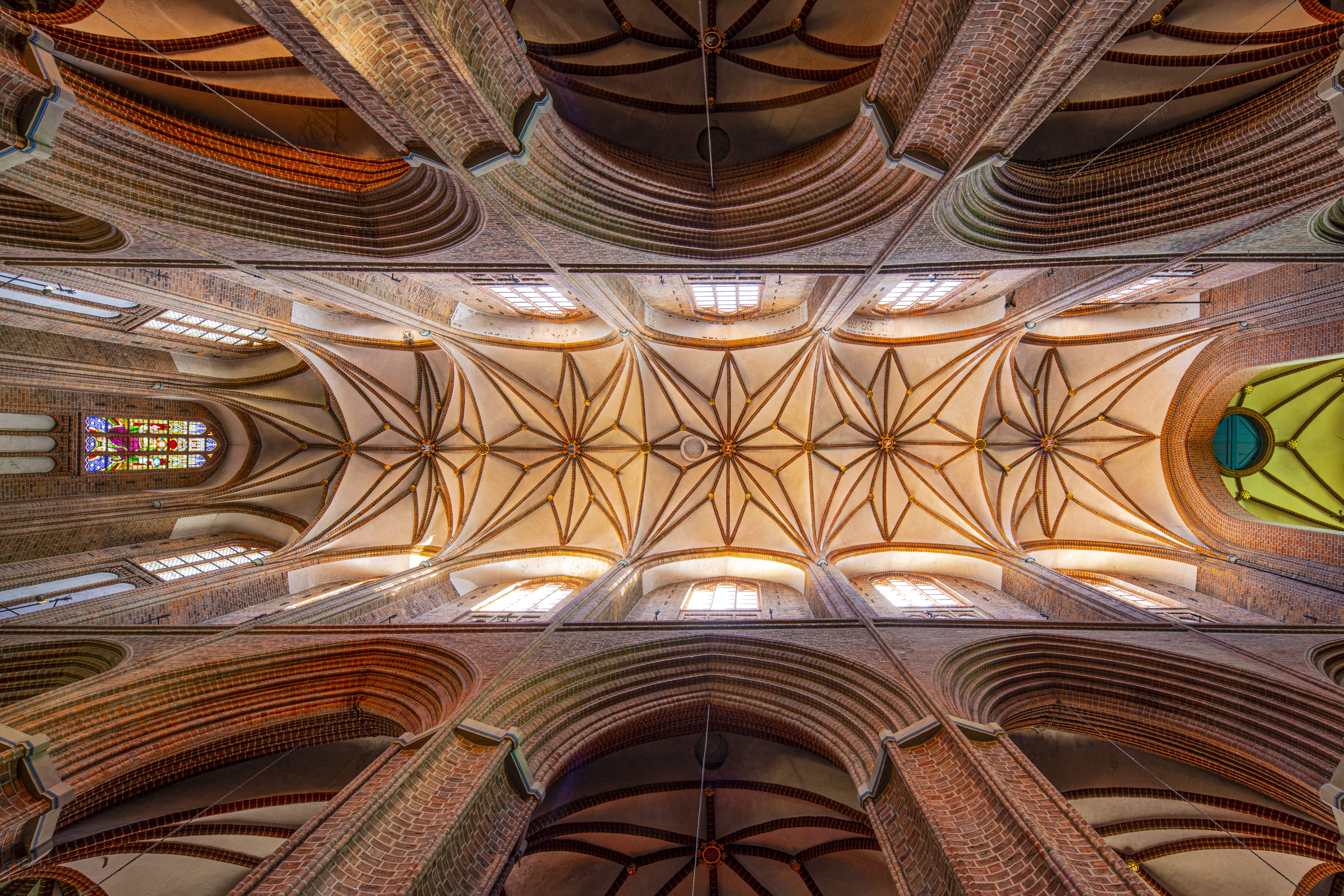
Sklepienie kościoła św. Mikołaja w Lüneburgu